# Diospyros discolor
El mabolo (Diospyros discolor), también conocido como amaga, camagón, ébano negro de Filipinas, tulang, fruta de mantequilla o manzana velluda, es una planta del género Diospyros, de los árboles de ébano y caquí, Diospyros. Es originaria de las Filipinas, donde el nombre "kamagong" se refiere al árbol y "mabolo" a la fruta. En Palaos ( Micronesia) es conocida como matib. En Cebú, Filipinas, se le llama barangay. En Bangladés se conoce como bilati gab. Ha sido introducido desde el siglo XIX en Malasia y Java. Se encuentran a veces también en Sri Lanka.

## Fruto

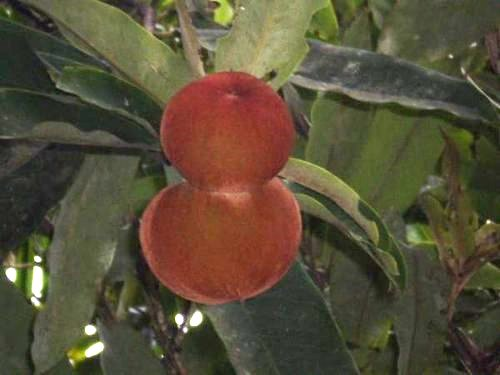
Mabolos

Su fruto comestible está cubierto por una piel fina y aterciopelada, que suele ser de color castaño rojizo, y es  suave, cremoso, de pulpa rosada, que contiene calcio, vitamina B, hierro, proteínas y compuestos fenólicos antioxidantes, pero por su aroma a queso, considerado desagradable, es subutilizado para el consumo humano y frecuentemente utilizado para alimentar animales domésticos. Actualmente se usa para fabricar tortas y galletas.

## Cultivo
Es un árbol tropical dioico, que crece bien en una diversidad de suelos, desde el nivel del mar hasta los 2.400 M de altitud. Los árboles semilla normalmente se siembran a 10 o 15 metros de distancia, pero se pueden plantar a 8 o 10 metros el uno del otro. Se necesita una buena distribución de la precipitación a través del año. Los árboles que crecen desde semillas pueden tardar de 6 o 7 años para dar fruto, pero los que se propagan por estacas producen frutos en 3 o 4 años. Es un árbol muy productivo. En Puerto Rico se produce entre agosto y octubre. , para distinguirla de la« elocuencia ».
El hecho de que las frutas varían en gran medida -en forma, color, sabor y vellosidad- sugiere que hay una gran diversidad genética en la planta. Existen cultivares sin semillas, y son muy ventajosos ya que en las variedades normales las semillas grandes ocupan un volumen considerable de la fruta.

## Madera
Su madera es muy densa y dura y es famoso por su color oscuro. Al igual que muchas otras maderas muy duras, a veces se llama "madera de hierro". Productos acabados de madera kamagong, tales como muebles finos y decorativos son exportados. También es popular para fabricar instrumentos usados en el entrenamiento de artes marciales y esgrima.

## Uso medicinal

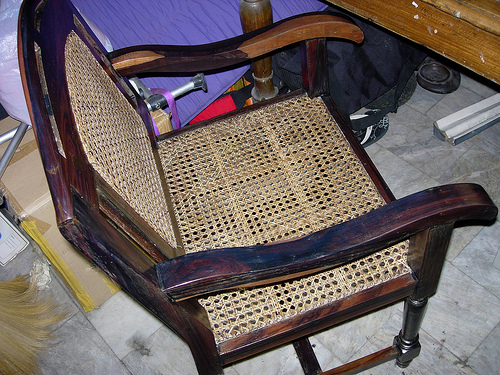
Silla kamagong de ébano y madera de hierro. Filipinas.

En laboratorio se ha comprobado la efectividad como antiinflamatorios de extractos de esta planta, que también aliviaron la bronquitis alérgica asmatiforme y actuaron como analgésicos. Extractos etanólicos de las hojas mostraron efectos antidiarreicos y antimicrobianos.

## Protección
Es una especie en peligro de extinción y está protegida por la legislación de Filipinas, siendo ilegal exportar madera kamagong sin un permiso especial de la Dirección de Bosques del Departamento de Medio Ambiente y Recursos Naturales.

## Taxonomía
Diospyros discolor fue descrita por Carl Ludwig Willdenow  y publicado en Species Plantarum. Editio quarta 4(2): 1108–1109. 1806.
Etimología
Diospyros: nombre genérico que proviene de (διόσπυρον) del griego Διός "de Zeus" y πυρός "grano", "trigo" por lo que significa originalmente "grano o fruto de Zeus". Los autores de la antigüedad usaron el vocablo con sentidos diversos: Teofrasto menciona un   diósp¯yros –un árbol con pequeños frutos comestibles de huesecillo duro–, el que según parece es el almez (Celtis australis L., ulmáceas), y Plinio el Viejo (27.98) y Dioscorides lo usaron como otro nombre del griego lithóspermon, de líthos = piedra y spérma = simiente, semilla, y que habitualmente se identifica con el Lithospermum officinale L. (boragináceas). Linneo tomó el nombre genérico de Dalechamps, quien llamó al Diospyros lotus "Diospyros sive Faba Graeca, latifolia".
discolor: epíteto latíno que significa "con dos colores"
Sinonimia
- Cavanillea mabolo Poir.
- Cavanillea philippensis Desr.
- Diospyros blancoi A.DC.
- Diospyros durionoides Bakh.
- Diospyros mabolo (Poir.) Roxb. ex Lindl.
- Diospyros mabolo Roxb. ex J.V.Thomps.
- Diospyros malacapai A.DC.
- Diospyros merrillii Elmer
- Diospyros philippensis (Desr.) Gürke
- Diospyros utilis Hemsl.
- Embryopteris discolor (Willd.) G.Don
- Mabola edulis Raf.[10]